# Narodowy Uniwersytet Seulski
Narodowy Uniwersytet Seulski (ang. Seoul National University) – uniwersytet w Seulu, uznawany za najbardziej prestiżowy uniwersytet w Korei Południowej; w światowych rankingach w okolicach Top 50. Założony w 1946 r. W 2013 r. miał ok. 26 tysięcy studentów.